# 凱莉·迪萬
琳達·瑪莉·登普塞（英語：Lynda Marie Dempsey，1984年7月3日—）或稱作凱莉·迪萬（英語：Kelly Divine），是一位美國女成人演員、模特兒、脫衣舞孃和色情舞者。她於2007年出演了第一部色情影片。此外色情影片外，迪萬也曾在亞當·里夫金的電視劇《Look: The Series》和2007年獨立電影《眾生相》中分別飾演一名前衛的東海岸脫衣舞孃，以及色情明星Isis Love。

## 早期生活
凱莉·迪萬生於賓夕法尼亞州切斯特，家族來自於西費城。
青少女時期，迪萬就讀於天主教學校。在她大二時被全女子天主教高中退學，使最後其兩年在公立學校結束。她畢業後去了美容學校，並獲得了美容執照，而在畢業後於沙龍工作室工作了六個月。

## 圖集

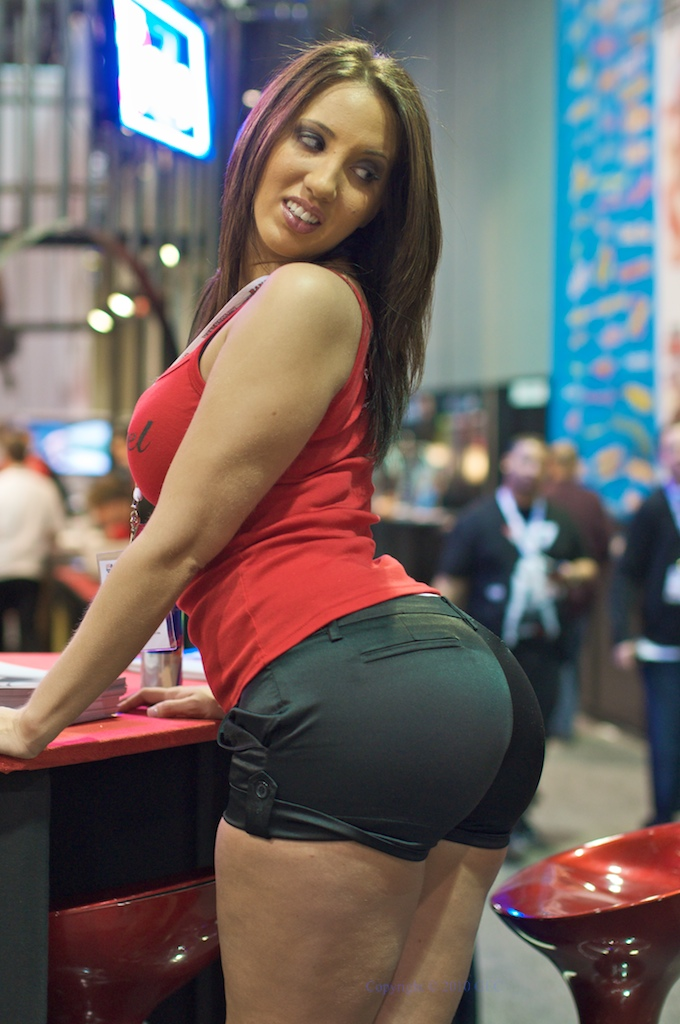
2010年，迪萬出席AVN成人娛樂博覽會
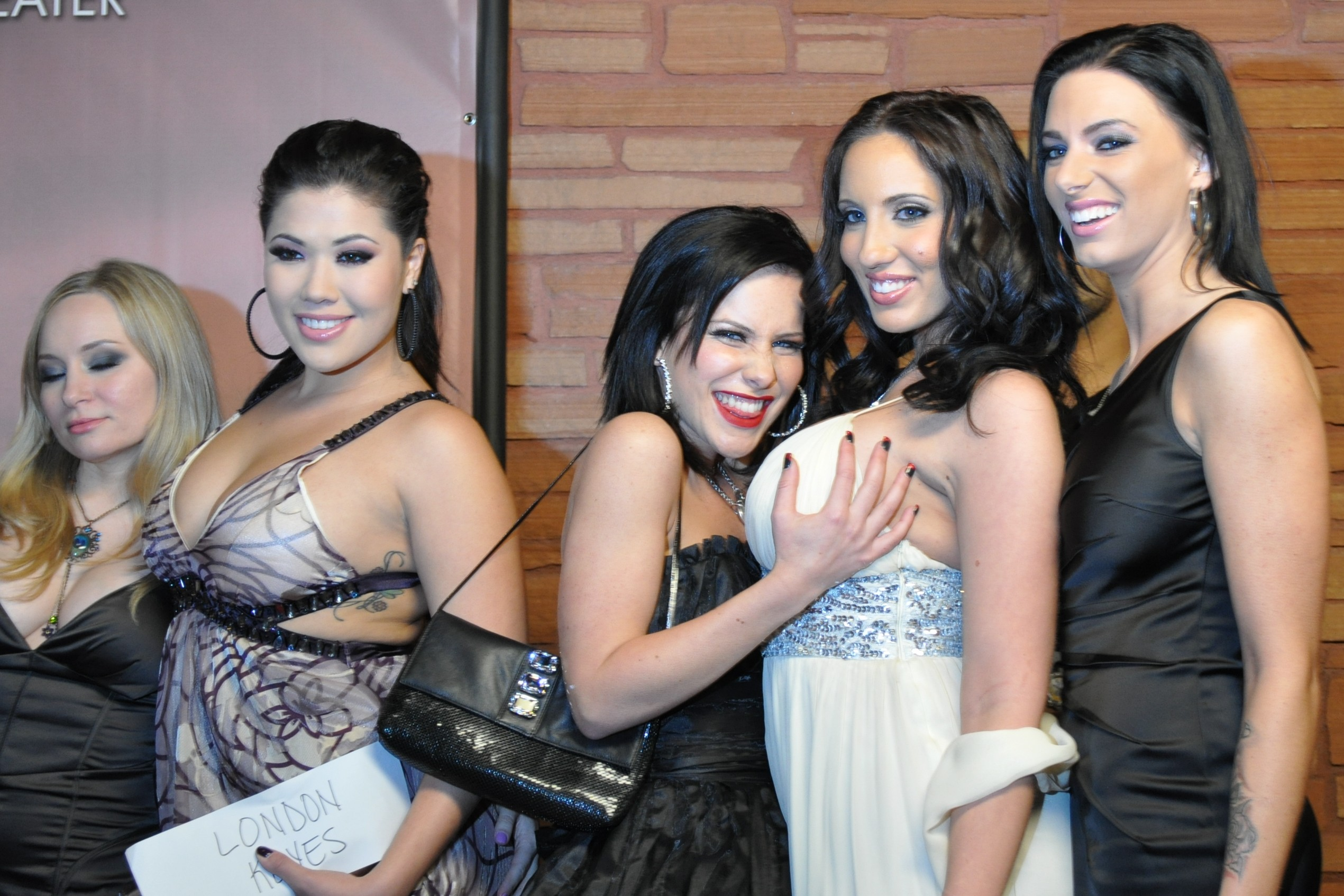
2011年，迪萬（白色連衣裙）與其他色情影星出席AVN成人娛樂博覽會
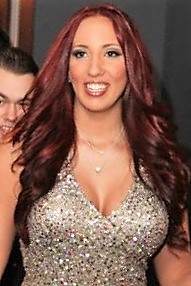
2012年，迪萬出席AVN成人娛樂博覽會

## 外部連結
- 凱莉·迪萬在互联网电影资料库（IMDb）上的資料（英文）
- Kelly Divine在網際網路成人電影資料庫
- 成人電影資料庫上Kelly Divine的资料（英文）